# Лукинское (Тутаевский район)
В Ярославской области ещё одна деревеня Лукинское, в Брейтовском районе.
Лукинское — деревня Николо-Эдомского сельского округа Артемьевского сельского поселения Тутаевского района Ярославской области .
Лукинское стоит на стоит на небольшом удалении от правого, восточного берега реки Эдома, которая напротив деревни меняет направление течения с северо-восточного на северо-западное. Деревня находится между двумя сёлами. Выше по течению находится село Ваулово. Ниже по течению  расположена деревня Ефимово, дорога через неё ведёт к селу Николо-Эдома. На юго-восточной окраине деревни находится геодезический знак с отметкой высоты 135,8 м .
Деревня Лукинская указана на плане Генерального межевания Борисоглебского уезда 1792 года. В 1825 Борисоглебский уезд был объединён с Романовским уездом. По сведениям 1859 года деревня относилась к Романово-Борисоглебскому уезду .
На 1 января 2007 года в деревне Лукинское числился 1 постоянный житель . По карте 1975 г. в деревне жило 18 человек. Почтовое отделение, находящееся в деревне Столбищи, обслуживает в деревне Лукинское 17 домов .